# コハプト
コハプトは日本の武道の一分野とされる居合道が大韓民国に伝わったもの。日本で居合道を学んだものや、韓国にて日本人の居合道家から教えを受けたものが、名称・服装などを韓国風にかえ、「韓国居合道」としたもの。
コハプトこそが居合道の元祖、起源であり、日本のものはその真似事に過ぎないという宣伝が、韓国国内で行われている場合もある。